# أوز سكوت
أوز سكوت (بالإنجليزية: Oz Scott)‏ هو مخرج أمريكي، ولد في 16 سبتمبر 1949 في هامبتون في الولايات المتحدة.

## وصلات خارجية
- الموقع الرسمي
- أوز سكوت على موقع IMDb (الإنجليزية)
- أوز سكوت على موقع ألو سيني (الفرنسية)
- أوز سكوت على موقع أول موفي (الإنجليزية)
- أوز سكوت على موقع قاعدة بيانات برودواي على الإنترنت (الإنجليزية)
- أوز سكوت على موقع قاعدة بيانات الأفلام السويدية (السويدية)
- أوز سكوت على موقع قاعدة بيانات الفيلم (الإنجليزية)
- أوز سكوت على موقع كينوبويسك (الروسية)